# Lost Angels
LOST ANGELS – trzydziesty trzeci singel japońskiego artysty Gackta, wydany 24 czerwca 2009 roku. Singel ten jest trzecim z czterech singli wydanych na 10 Year Anniversary Countdown, która jest odliczaniem do 10. rocznicy Gackta jako artysty solowego. Został nazwany THE 3rd HEAVEN. Każdy z rocznicowych singli został wydany w tygodniowym odstępie. Limitowana edycja CD+DVD została wydana wyłącznie dla członków oficjalnego fanklubu Gackta. Singel osiągnął 5 pozycję w rankingu Oricon i pozostał na listach przebojów przez 5 tygodni. Sprzedano 19 465 egzemplarzy.

## Lista utworów
Wszystkie utwory zostały napisane i skomponowane przez Gackt C.
| Nr | Tytuł                        | Aranżacja           | Czas |
| -- | ---------------------------- | ------------------- | ---- |
| 1. | "LOST ANGELS"                | Gackt.C, Chachamaru |      |
| 2. | "No Reason"                  | Gackt.C, Chachamaru |      |
| 3. | "Suddenly"                   | Gackt.C, Chachamaru |      |
| 4. | "LOST ANGELS" (Instrumental) | Gackt.C, Chachamaru |      |
| 5. | "No Reason" (Instrumental)   | Gackt.C, Chachamaru |      |
| 6. | "Suddenly" (Instrumental)    | Gackt.C, Chachamaru |      |